# サモアの国章
サモアの国章（サモアのこくしょう）には国際連合に似た背景とオリーブの葉、盾とキリスト教国の象徴として十字架が描かれている。1962年の独立に伴い制定された。国際連合のシンボルに似ているのは、サモア独立前に国連信託統治領として国連の信託統治を受けていたことによる。盾にはココヤシの木と南十字星が描かれている。
リボンにはサモア語で「Fa'avae i le Atua Samoa（神がサモアにあらんことを）」と記されている。

ドイツ領サモアの国章
1962年以前の国章